# ذا سيمز 3: وورلد أدفنتشرز
ذا سيمز 3: وورلد أدفنتشرز (بالإنجليزية: The Sims 3: World Adventures)‏ هي أول إصدار توسيعي للعبة ذي سيمز 3، تم إنتاجها في سنة 2009، هذه التوسعة تركز على الرحلات إلى أماكن مختلفة ومشابهة بذلك للعبة ذا سيمز 2: بون فويج، تتواجد أماكن مشابهة في هذه اللعبة لفرنسا والصين ومصر. يتمكن اللاعب من الاستفادة من هذه الرحلات ويكتسب مهارات جديدة في التصوير الفوتوغرافي والفنون القتالية.